# 比氏鹟莺
比氏鹟莺（学名：Phylloscopus valentini），是雀形目柳莺科的一种鸟类。

## 特征
比氏鹟莺体重约7.3克，翼长约54.8毫米，嘴峰长约11.6毫米，喙宽度约3.3毫米，喙厚度约2.7毫米，跗蹠长约17.4毫米，尾长约46.4毫米。比氏鹟莺是候鸟，其栖息在密集的高大树木组成的森林中，食性为肉食性，主要食物来源是陆生无脊椎动物。

## 亚种
- ：分布于中国中部和西南部；越冬于云南南部、泰国西北部和老挝北部。
- ：分布于中国中部和东部。[4]